# Koos
Pour les articles homonymes, voir Koos (homonymie).
Koos est la deuxième plus grande île de la baie de Greifswald et fait partie de la réserve naturelle de l’ile de Koos dans le Land Mecklembourg-Poméranie-Occidentale d'Allemagne.
Sa superficie est de 7 km2.
L’ile s’appelait en 1241 « Chosten » et en 1247 « Insula, que Chosten lingua patria appellatur ». Une forteresse slave était documentée en 1275.